# Nový Bor
Nový Bor (Duits: Haida) is een Tsjechische stad in de regio Liberec, en maakt deel uit van het district Česká Lípa.
Nový Bor telt 12 343 inwoners.
Nový Bor was tot 1945 een plaats met een overwegend Duitstalige bevolking. Na de Tweede Wereldoorlog werd de Duitstalige bevolking verdreven.

## Ligging
Nový Bor ligt tussen Děčín en Liberec aan de lokale weg 13 (E442).

## Bestuurlijke indeling
Tot Nový Bor gehoren de dorpen:
- Arnultovice (Arnsdorf) met Dolní Arnultovice (Niederarnsdorf) en Horní Arnultovice (Oberarnsdorf)
- Bukovany (Bokwen) met Chomouty (Komt)
- Janov (Johannesdorf)
- Nový Bor (Haida)
- Pihel (Pihl) met Dolní Pihel (Niederpihl), Horní Pihel (Oberpihl) und Pihelsko (Pihlerbaustellen)

## Bezienswaardigheden
- Glasmuseum (Sklarske muzeum)
- Kerkhof met gedenksteen van de massamoord in de dagen na de Tweede Wereldoorlog

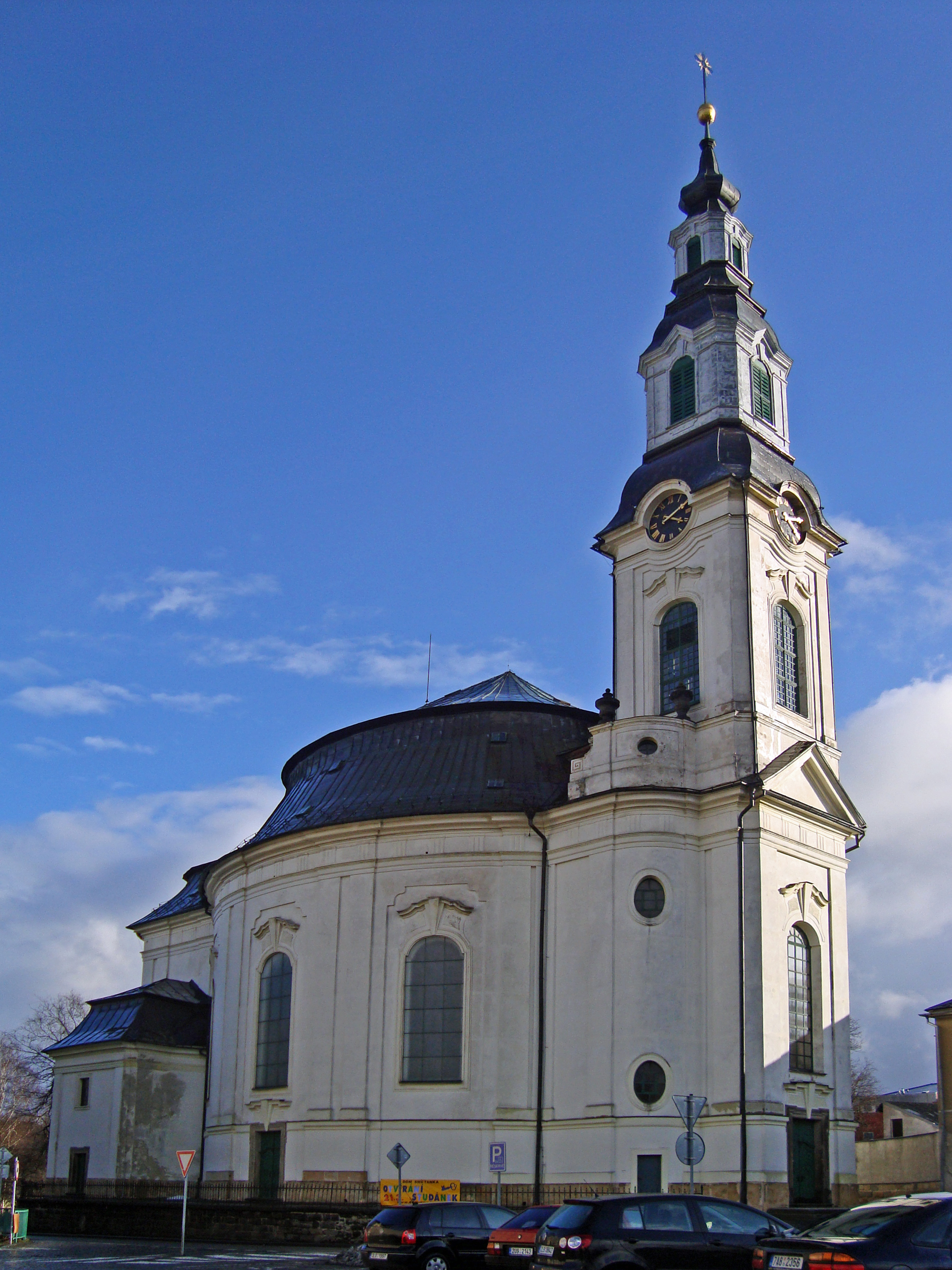
Kerk in Nový Bor

## Partnergemeenten
- Frauenau in het Beierse Woud
- Leerdam in Zuid Holland